# Herman Sabbe
Herman Sabbe (Brugge, 24 augustus 1937-15 november 2024) was een Belgisch musicoloog, cellist en jurist.

## Levensloop
Sabbe is de zoon van de politicus Victor Sabbe, een kleinzoon van de schrijver Maurits Sabbe en een achterkleinzoon van de letterkundige Julius Sabbe.
Naast zijn middelbare studies aan het Koninklijk Atheneum in Brugge studeerde hij cello, kamermuziek en muziektheorie aan het Conservatorium van dezelfde stad, alsook aan het Mozarteum in Salzburg.
Tijdens de jaren zestig nam hij deel aan de creatie van heel wat hedendaagse werken. Een dozijn van die werken waren aan hem opgedragen. In 1962 was hij een van de oprichters van de vzw Internationale Muziekdagen in Brugge, die leidde tot het organiseren van een jaarlijks festival Oude Muziek en van een jaarlijkse internationale wedstrijd, afwisselend voor orgel, klavecimbel en pianoforte en voor andere barokinstrumenten.
Sabbe werd doctor in de rechten aan de universiteit van Gent (1960), alsook doctor in de muziekwetenschappen (1975), met een dissertatie gewijd aan Het Muzikale Serialisme als Techniek en als Denkmethode.

## Hoogleraar
Hij werd deeltijds hoogleraar muziekwetenschappen aan de ULB (1980-2002) en gewoon hoogleraar aan de Universiteit Gent (1984-2003). In deze functies schreef hij verschillende syllabi over muziekgeschiedenis en muziektheorie. Hij was ook gastprofessor in onder andere Montreal, São Paulo, Lissabon, Alcala de Henares, Seoel, Aix-en-Provence.
Hij werd ook:
- Directeur van het Instituut voor Psychoacoustics en Elektronische muziek (IPEM) (1986-94);
- Voorzitter van het Departement Kunsten (1995-2002);
- Ombudsman van de Faculteit Filosofie (1995-98).

Hij zat verschillende internationale symposia voor in Gent, Brussel en Amsterdam.

## Acteur in de wereld van de hedendaagse muziek
Hij was
- de stichter en uitgever van Documenta Musicae Novae, Gent, 1968-80;
- medeoprichter (1972) en uitgever (1972-2004) van de Journal of New Music Research (voorheen Interface);
- uitgever van verschillende speciale uitgaven over New Music Notation (1975) (met Kurt Stone en Gerald Warfield), over Componist en Samenleving (Composer-Society/Komponist und Gesellschaft/Le Compositeur dans la Société), in opdracht van de Europese Gemeenschap (1983);
- gastuitgever van speciale nummers van Revue Belge de Musicologie, over Henri Pousseur, en over Lucien Goethals (met Phillipe Sioen and Dirk Moelants);
- mede-redecateur van Nieuw Vlaams Tijdschrift (1972-82);
- raadgever voor Musicae Scientiae (1999-);
- muziekcriticus voor de Kunst-en Cultuuragenda (K & C), Brussels, 1968-82;
- In 1972 richtte hij samen met André Laporte een nieuwe Belgische afdeling op van de "International Society for Contemporary Music" (ISCM);
- ondervoorzitter van de Nationale Belgische Raad voor Muziek (1970-74);
- auteur van het multimedia spektakel "HE. . . !" (muziek van Karel Goeyvaerts en Lucien Goethals), opgevoerd op het Festival van Vlaanderen 1971, in Gent, Brussel en Antwerpen.

## Eerbetoon
- Hij ontving de Literaire prijs van West-Vlaanderen voor zijn essay Arnold Schoenberg - Revolutie of Evolutie?.
- Laureaat (1962) en lid van de Koninklijke Vlaamse Academie voor Wetenschappen en Kunsten (1999).
- Winnaar van de Crescendo Prijs van de Vlaamse Muziekraad (1990).

## Publicaties
Sabbe heeft uitgebreid gepubliceerd over de Westerse 19de- en 20ste-eeuwse 'klassieke' muziek (geschiedenis, theorie, esthetiek, sociologie), meer bepaald ook over de 'nieuwe muziek' in de tweede helft van de 20ste eeuw.
- D'un Rapprochement-Contribution à l'Etude des langages nouveaux, Cinquième Saison (ed. Henri Chopin, Parijs 1963.
- On the Interpenetration of Poetry and Music in present-day Composition for Voice, BRT Brussel, 1966. Ook in Poolse vertaling in Res Facta, 7, Krakow 1973.
- Design for a cybernetic Model of the History of Musical Communication, Jaarboek IPEM, Gent 1969.
- "Philosophie der neuesten Musik" -Ein Versuch zur Extrapolation von Adornos "Philosophie der neuen Musik" , Philosophica Gandensia, Gent 1972. Ook in het Frans in 'Musique en Jeu', 7, Parijs 1972 en in een herziene uitgave in het Duits in H.-W. Heister, K. Heister-Grech und G. Scheit, eds.: Zwischen Aufklärung und Kulturindustrie, Hamburg 1993.
- Unificatie en Synthese in het hedendaagse Kunstleven (met Jan L. Broeckx), in: Leo. Apostel, ed.: De Eenheid van de Cultuur, Meppel 1972.
- Das Musikdenken von Karel Goeyvaerts in bezug auf das Schaffen von Karlheinz Stockhausen. Ein Beitrag zur Geschichte der frühseriellen und elektronischen Musik 1950-1956, Interface, 2(1), Amsterdam 1973.
- Hedendaagse Muziek op zoek naar een Zijnsleer - De Esthetiek van het Contingente, in: Nieuw Vlaams Tijdschrift XXVIII(6), Antwerpen 1975. * Literatuur en Muziek verenigd in Theorie en Praktijk - Het contemporain geval Michel Butor - Henri Pousseur, in: Nieuw Vlaams Tijdschrift, XXVIIII(5, 8, 9, 10), Antwerpen 1976. Also in German translation in H. K. Metzger and R. Riehn, eds.: Henri Pousseur - Musik-Konzepte 69, Munich 1990.
- Minimalism - A World Vision's World Versions. European Minimal Music Project, Goethe Institut, Munich 1982.
- Techniques Médiévales en Musique Contemporaine: Histoire de la Musique et Sens Culturel, in: Revue Belge de Musicologie, XXXIV, Brussels 1982.
- Liberté Créatrice et Mécanisation, in:. Recueil Oui-Non, 5, Paris 1983.
- Vom Serialismus zum Minimalismus - Werdegang eines Manierismus, in: H. Henck, ed.: Neuland Jahrbuch, Bergisch Gladbach 1982.
- Karel Goeyvaerts: Kruis en Kring, in: Muziekkrant 18, Leuven 1983. Ook in Duitse vertaling in MusikTexte 6, Cologne 1984.
- Henri Pousseur : Quelques Etapes d'une longue Marche, in: Bulletin de la Société Liégeoise de Musicologie, 46, Liège 1984. Ook in het Zweeds in: Nutida Musik XXVII(3), Stockholm 1984.
- Bilan et Perspectives de la Diffusion de la Musique Contemporaine (Report to the E. E. C. Commission), Brussel 1985.
- Music in Relation to a Unified Theory of Human Action and Understanding, in: L. Apostel, H. Sabbe en F. Vandamme, eds.: Reason, Emotion and Music, Ghent 1986.
- A Logic of Coherence and an Aesthetic of Contingency : European versus American 'Open Structure' Musics, in: H. Sabbe, ed.: Open Structure in 20th Century Music. Interface XVI(3), Lisse 1987.
- Der Psychobiologische Transzendenz-Begriff bei Stockhausen, in: O. Kolleritsch, ed.: Studien zur Wertungsforschung, 18, Wien-Graz 1987.
- 'Clocky Clouds' und 'Cloudy Clocks' - Europäisches Erbe in beschmutzter Zeitlupe, in: O. Kolleritsch: György Ligeti - Studien zur Wertungsforschung, 19, Wien-Graz 1987.
- Open Structure and the Problem of Criticism, in: Perspectives of New Music XXVII(1), New York 1989. Also in J. Rahn, ed.: Perspectives on Musical Aesthetics, New York-London 1994.
- Von der Mikro- zur Makropolychronie - Überlegungen zur Dimension der Zeit im Oeuvre Ligetis, in Gentse Bijdragen tot de Kunstgeschiedenis en Oudheidkunde, XXVIII, Ghent 1989.
- Un Niveau 'Subsymbolique': Problèmes d'Analyse, in: Analyse Musicale, No hors série, Paris 1991.
- Vorausblick in neue Vergangenheit - Ligeti und die Tradition, in: Neue Zeitschrift für Musik 154(1), Mainz 1993.
- Cage: Waar is de Tijd?, in: De Vlaamse Gids, 77(1), Antwerpen 1993.
- Karel Goeyvaerts 1923-1993 - Ästhetische Radikalität und Ideologie, in: Positionen-Beiträge zur neuen Musik XV, Berlin 1993. In English in: M.
- Delaere, H. de la Motte and H. Sabbe, eds.: New Music, Aesthetics and Ideology, Wilhelmshaven 1995.
- Fragment als esthetisch model in de muziek van Beethoven en de Romantici, in J. De Vos, ed.: Brokstukken of Bouwstenen?Ghent 1993.
- Project : Een Alternatief Humanisme, in: R. Commers, ed.: De Mens is Dood-Leve de Mens. Brussels 1993.
- Maeterlinck, Schoenberg et Debussy, ou la Littérature au Carrefour de l'Histoire musicale, in: C. Angelet, ed.Pelléas et Mélisande - Annales de la Fondation Maurice Maeterlinck XXIX, Gent 1994.
- Qu'est-ce qui constitue une 'Tradition'? Liszt-Ligeti: Une Lignée? In: L. Somfai, ed.: Studia Musicologica Academiae Scientiarum Hungaricae XXXV(1-3), Budapest 1994.
- Der Serialismus als 'Musica Absoluta' - Kompositionstechnik und gesellschaftliche Bedeutung, in: H.-W. Heister, ed.: Musik/Revolution, Hamburg 1997.
- The Feldman Paradoxes - A Deconstructionist View of Musical Aesthetics, in: T. DeLio, ed.: The Music of Morton Feldman. Westport CT-London, 1996. Also in The Excelsior Profile Series of American Composers, New York 1996.
- De Nieuwe Muziek in de 20ste Eeuw - Een aantal sleutelbegrippen bij een Interpretatie, in: P. Dejans, ed.: Inter Disciplinas Ars (with M. Butor, H. Pousseur and S. Senn), Louvain 1998. Ook in het Engels, id., ibid.
- Muziek en andere Kunsten in de negentiende eeuw, in: Thema's en Genres in de Muziekgeschiedenis, Open Universiteit, Heerlen 1998.
- Pour en finir avec la Fin de l'Histoire, in: Revue Belge de Musicologie LII, Brussels 1999 (Liber Amicorum C. Deliège, P. Decroupet en F. Nicolas, eds. ).
- Auf dem Weg zum Klangkontinuum - Versuch über die Bedeutung des elektro-instrumentalen Mischwerls, in: W. Fähndrich, ed.: Zur Geschichte und Gegenwart der elektronischen Musik, Luzern 1999.
- Call for rectifications of current musicological practice, in:. Musicae Scientiae, Liège 2001.
- Une Philosophie du Tout, in: I. Deliège and M. Paddison, eds.: Musique Contemporaine - Perspectives théoriques et philosophiques, Sprimont 2001.
- Pertinenze della Vocalità di Ligeti, in: A. Arbo, ed.: Kadmos, Gorizia 2001. Ook in het Frans in: Revue Belge de Musicologie, Brussel 2005. Also in French : Musique de la Voix chez Ligeti: Sens et Signifiance, in Revue Belge de Musicologie LVIII, Brussels 2004.
- Elektronische Muziek in België en Nederland, in L. P. Grijp, ed.: Een Muziekgeschiedenis der Nederlanden, Amsterdam 2001.
- Musikalisches Sammelsurium - Gedankliche Entropie an der Schwelle zum neuen Jahrtausend, in: R. Frisius, ed.: Neue Musik 1999: Bilanz und Perspektiven, Mainz 2001.
- "Musique Nouvelle" : plus c'est structuré, moins c'est structural, in: G. Borio, ed.: The Philosophical Horizon of Composition in the twentieth Century, Bologna 2003.
- Muziekcultuur en Natuur - Muziek tussen Geest en Beest, tussen Spel en Appèl, in: M. Leman, ed.: Muziekcultuur in de hedendaagse Samenleving, Brussel 2003.
- L'Electronique, Outil d'une Pensée musicale, in: V. Tiffon, ed.: La Musique Electroacoustique: Un Bilan, Lille 2004.
- Musiques Savantes, Musiques Populaires, in: International Review of the Aesthetics and Sociology of Music 34(2), Zagreb 2003.

## Publicaties voor een breed publiek
- All that Music, 1997
- Nieuwe Muziek in Vlaanderen, 1998
- La musique et l'Occident, 1998
- Stilte! Muziek!, 2003
- Afscheid van Jan L. Broeckx, 2006